# Mâcot-la-Plagne
 (août 2018).
 (août 2018).
Si vous disposez d'ouvrages ou d'articles de référence ou si vous connaissez des sites web de qualité traitant du thème abordé ici, merci de compléter l'article en donnant les références utiles à sa vérifiabilité et en les liant à la section « Notes et références ».
Mâcot-la-Plagne est une ancienne commune française située dans le département de la Savoie en région Rhône-Alpes.
Elle fusionne le 1er janvier 2016 avec les communes de Bellentre, de La Côte-d'Aime et de Valezan pour former la commune nouvelle de La Plagne Tarentaise.

## Géographie

### Situation
La commune de Mâcot-la-Plagne se situe au cœur de la Tarentaise sur le versant de l'Ubac et s'étage de 600 à 2 700 mètres d'altitude.
La commune compte 1 825 habitants. En hiver, ses stations de ski peuvent attirer jusqu'à 40 000 personnes.
Les hameaux et lieux-dits suivants composent son territoire : Sangot, Bonnegarde, Prariond, les Villards, Planchamp, Sauf la Foi.
Sur les 10 stations que compte La Plagne, six font partie de Mâcot-la-Plagne : Plagne 1800 - Plagne Centre - Plagne Villages - Bellecôte - Belle Plagne - Plagne Soleil. Avant la création de la station de La Plagne, les Mâcotais vivent de l'exploitation des mines, des arbres fruitiers, de l'agriculture et de l'exploitation forestière.

### Climat
Le climat est de type montagnard.

## Toponymie
Du latin planea : variante de plaine avec cette nuance que Plagne est une petite plaine en pays de montagne. Mâcot s'écrit à l'origine Mascot. on peut supposer que l'ecclésia de Mascot était à l'origine vers l'an 1000 propriétaire "dominant" sur la commune.
Le nom de la commune se dit, en arpitan savoyard, Makôte (graphie de Conflans) ou Macôt (ORB).

## Histoire

### Chronologie
- 843 : le traité de Verdun partage l'Empire de Charlemagne. La Savoie est incluse dans la Lotharingie.
- 980 : saint Bernard restaure les hospices du Grand et Petit-Saint-Bernard.
- 996 : l'évêque de Moûtiers reçoit le pouvoir comtal.
- 1232 : achat par le comte de Savoie de la ville de Chambéry qui devient la capitale de l'État Savoyard jusqu'au XVIe siècle.
- 1416 : à Chambéry, l'Empereur Sigismond érige la Savoie en duché.
- 1430 : promulgation des Statuts de Savoie.
- 1536 : le roi de France François Ier occupe la Savoie.
- 1539 : l'Edit Royal de Villers-Cotterets qui prescrit l'emploi du français dans les actes administratifs et judiciaires est appliqué en Savoie
- 1559 : création du Sénat de Savoie à Chambéry.
- 1600 : Henri IV entre en Savoie
- 1691 : les troupes de Louis XIV occupent la Savoie.
- 1713 : au traité d'Utrecht, le duc de Savoie Victor-Amédée II est promu roi de Sicile.
- 1718 : au traité de Londres, le roi devient roi de Sardaigne.
- 1742 : à 1749 : Occupation de la Savoie par les Espagnols.
- 1786 : première ascension du Mont-Blanc par le docteur Paccard et Jacques Balmat.
- 1792 : les troupes françaises de Montesquiou-Fézensac entrent en Savoie. La Savoie forme le département du Mont-Blanc
- 1814 : restauration sarde. La Savoie retrouve ses anciens maîtres.
- 1815 : le deuxième traité de Paris réunifie la Savoie attribuée au roi de Sardaigne
- 1858 : entrevue de Plombières entre Napoléon III et Cavour. (21 juillet). L'annexion de la Savoie à la France est décidée.
- 1860, 24 mars : traité de Turin cédant la Savoie à la France (21 -22 avril). Plébiciste d'annexion.

### Faits historiques
Mâcot-la-Plagne est située dans la Vallée de la Haute Tarentaise.
Les découvertes archéologiques pourraient laisser penser que la vallée de la Basse Tarentaise aurait été habitée 4 000 ans av. J.-C.
Il existe deux pierres à cupules (trous creusés dans la pierre) datant du Néolithique, une se trouvant dans le Grand Bois près du sentier et l'autre sous Pantier vers les Villards de Sangot.
C'est vers 500 av. J.-C. que la peuplade celte des Allobroges s'installe dans les Alpes du Nord, descendants des Ligures, essentiellement paysans en zone montagneuse, à proximité des côtes méditerranéennes ou dans les Alpes, ils étaient surtout connus, depuis le VIe siècle, comme pirates et, quel que soit leur habitat, jouissaient d'une bonne réputation comme mercenaires.
Les Allobroges étaient composés des Ceutrons (Tarentaise, Mont Blanc), des Médulles (Vallée de la Maurienne), des Salasses (Val d'Aoste) et des Nantuates (rives du Lac Léman).
Le nom celte, keltoi, apparaît chez les auteurs grecs du Ve siècle puis devient Galli en latin et enfin Gaulois. La langue celte est d'origine indo-européenne et se rapproche de la langue de Ur, proche de l'ancêtre du latin.
En 218 av. J.-C., l'histoire dit que Sainte-Foy Tarentaise aurait vu passer de loin les éléphants d'Hannibal et les Carthaginois qui allaient en traversant les Alpes, attaquer les Romains chez eux.
Les Ceutrons occupaient la Tarentaise (versant occidental du Petit-Saint-Bernard) sur la route d'Italie à Lyon et alliés de Salasses. Ils contrôlaient les passages des Alpes du Nord. César lorsqu’il conduisait ses légions pour contrer les Helvètes mentionne qu'entre autres les Ceutrons occupèrent les hauteurs et tachèrent de s'opposer à son passage, ce n'est après plusieurs combats qu'il parvint à les repousser.
Les Ceutrons et les Salasses ne furent soumis à Rome que sous Auguste et c'est Tarentius Varo qui le fit au prix d'un grand carnage (18 av. J.-C.).
D'après Pline l'Ancien, les Ceutrons produisaient un fromage réputé, le Vatusicus. La période gallo-romaine a laissé en Tarentaise des vestiges liés à la capitale des Alpes Graies, Axima (Aime), siège d'un procurateur sur la voie romaine Milan-Vienne. En l'an 74, la Pierre de la Forclaz (Haute vallée de l'Arve) fixe la frontière entre la Province viennoise et les Ceutrons. L'an 430 voit la fondation de l’évêché de Tarentaise et vers 443 les Burgondes venus de Germanie s'installent dans la vallée du Rhône et dans les Alpes.
L'arrêté préfectoral du 10 novembre 2015 officialise, avec effet au 1er janvier 2016, la création de la commune dite « La Plagne Tarentaise » en lieu et place des communes de Bellentre, La Côte d'Aime, Mâcot et Valezan.

## Politique et administration

### Liste des maires, puis maires délégués
| Période                                  | Période          | Identité               | Étiquette                  | Qualité |
| ---------------------------------------- | ---------------- | ---------------------- | -------------------------- | --- |
| mars 1959                                | mars 1977        | Albert Perrière        | SE                         | ... |
| mars 1977                                | mars 1989        | Isidore Bérard         | SE                         | ... |
| mars 1989                                | mars 2001        | Colette Paviet-Salomon | SE                         | - Professeur agrégée de mathématiques |
| mars 2001                                | mars 2008        | Auguste Picollet       | RPR puis UMP désormais DVD | - Conseiller général du Canton d'Aime depuis (mars 1982 - en cours), Vice-président du Conseil général de la Savoie - Député de la Deuxième circonscription de la Savoie (juin 1995 - juin 1997 et juin 2002) |
| mars 2008                                | mars 2014        | Richard Broche         | DVD                        | Chef d'entreprise du B.T.P, Entrepreneur |
| mars 2014                                | 1er janvier 2016 | Jean-Luc Boch          | DVD                        | Chef d'entreprise du B.T.P, Entrepreneur |
| Les données manquantes sont à compléter. |                  |                        |                            | |

| Période                                  | Période  | Identité      | Étiquette | Qualité |
| ---------------------------------------- | -------- | ------------- | --------- | --- |
| 1er janvier 2016                         | En cours | Jean-Luc Boch | DVD       | - Maire de la commune de La Plagne Tarentaise (depuis le 1er janvier 2016-en cours) - Président de France Montagnes (depuis le 30 mars 2017-en cours) - Président de l’Association nationale des maires des stations de montagne (ANMSM) (depuis le 17 septembre 2020-en cours) |
| Les données manquantes sont à compléter. |          |               |           | |

## Démographie
L'évolution du nombre d'habitants est connue à travers les recensements de la population effectués dans la commune depuis 1793. À partir du 1er janvier 2009, les populations légales des communes sont publiées annuellement dans le cadre d'un recensement qui repose désormais sur une collecte d'information annuelle, concernant successivement tous les territoires communaux au cours d'une période de cinq ans. 
Pour les communes de moins de 10 000 habitants, une enquête de recensement portant sur toute la population est réalisée tous les cinq ans, les populations légales des années intermédiaires étant quant à elles estimées par interpolation ou extrapolation. Pour la commune, le premier recensement exhaustif entrant dans le cadre du nouveau dispositif a été réalisé en 2005,.
En 2013, la commune comptait 1 801 habitants, en évolution de +0,78 % par rapport à 2008 (Savoie : +3,87 %, France hors Mayotte : +2,49 %).
| 1793 | 1800 | 1806 | 1822  | 1838  | 1848  | 1858  | 1861  | 1866  |
| ---- | ---- | ---- | ----- | ----- | ----- | ----- | ----- | ----- |
| 429  | 635  | 927  | 1 025 | 1 247 | 1 284 | 1 312 | 1 187 | 1 191 |

| 1872  | 1876 | 1881 | 1886 | 1891 | 1896 | 1901 | 1906 | 1911 |
| ----- | ---- | ---- | ---- | ---- | ---- | ---- | ---- | ---- |
| 1 020 | 988  | 946  | 919  | 873  | 800  | 813  | 812  | 829  |

| 1921 | 1926 | 1931 | 1936  | 1946 | 1954  | 1962  | 1968  | 1975  |
| ---- | ---- | ---- | ----- | ---- | ----- | ----- | ----- | ----- |
| 851  | 934  | 947  | 1 122 | 964  | 1 091 | 1 072 | 1 204 | 1 112 |

| 1982  | 1990  | 1999  | 2005  | 2010  | 2013  | - | - | - |
| ----- | ----- | ----- | ----- | ----- | ----- | - | - | - |
| 1 210 | 1 621 | 1 578 | 1 731 | 1 782 | 1 801 | - | - | - |

## Économie

### Exploitation minière
Avant d'acquérir le statut international de grande station de sports d'hiver, La Plagne a désigné une mine de plomb argentifère de la commune de Macot. Sa fermeture est intervenue en 1973, dix ans après le lancement de la station. L'exploitation minière était située entre les ruisseaux de la Lovatière, à l'ouest et de l'Arc, à l'est : ils délimitent un interfluve arrondi qui s'élève de leur confluence au hameau de La Roche, à 1 550 mètres, jusqu'à la crête des Colosses à 2 141 mètres. De part et d'autre se dressent aujourd'hui les immeubles de "Plagne - 1 800 " à l'ouest et de Plagne-Bellecôte à l'est.
Les hypothèses d'une exploitation dès les temps gallo-romains n'ont jamais été confirmées. On ne dispose de données fiables qu'à partir du début du XIXe siècle. La Tarentaise avait alors été distinguée pour accueillir à Moûtiers la première École des mines de France avec terrain d'application dans les proches mines de Peisey-Nancroix. Encouragé par l'analogie des conditions géologiques, son directeur, le Saxon Schreiber, avait mis au travail en 1810 une équipe de mineurs sur une lentille en affleurement. Il faut toutefois attendre le début du XXe siècle pour assister à une exploitation en continu et l'année 1934 avec l'entrée en scène de la Société Minière et Métallurgique Penarroya pour la mise en œuvre de puissants moyens. En prenant comme critère le tout-venant, on constate un maintien au niveau des 50 000 tonnes jusqu'en 1958 et une montée en puissance jusqu'aux 150 000 tonnes dans les années 1960.
Le fonctionnement a posé trois sortes de problèmes, à commencer par la concentration d'un minerai dont la teneur en métal peut varier de 3,5 à 6 % afin de porter celle-ci à environ 70 %. A titre d'exemple, en 1971 le traitement des 156 000 tonnes de tout-venant d'une teneur de 3,7 % ont donné 7 000 tonnes de concentré pour une production finale de  5 175 tonnes de plomb et 12 000 kg d'argent. Ce traitement doit, bien évidemment, être réalisé sur place. La sortie de la mine se situant au début du XIXe siècle vers 1 850 mètres, le transport du tout-venant jusqu'à la laverie de la Roche était effectué par des convois de mulets. On imagina par la suite un transport à l'état liquide par un canal long de 1 700 mètres et d'une hauteur de 327 mètres. Penarroya devait substituer à ce système un transporteur aérien.

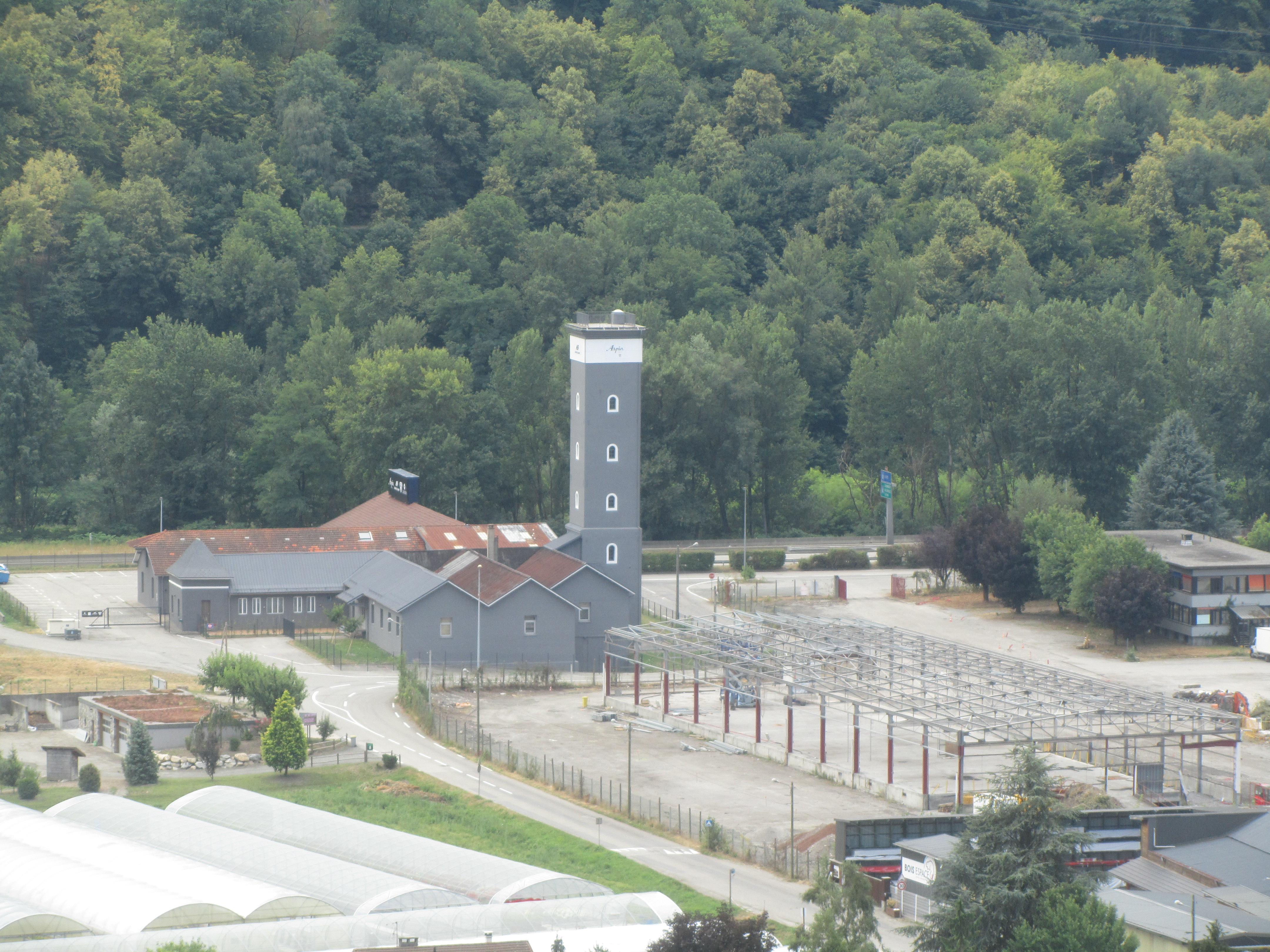
A Albertville, la tour héritée des salines aujourd'hui repère pour la fonderie

Le concentré devait ensuite être transporté jusqu'à la fonderie. De 1810 à 1861, cette galène argentifère fut traitée dans la plaine sous Conflans (Albertville depuis 1840) par la réutilisation des installations où avait été traité le sel en  provenance de Salins après épuisement des ressources nécessaires en bois de chauffage à proximité des sources (c'est pour entretenir la mémoire de ce passé industriel qu'on y accède aujourd'hui par la rue de la Fonderie). Un siècle plus tard, il s'est agit pour Penarroya d'approvisionner sa fonderie de Noyelles-Godault (dans le département du Nord près de Douai) la seule de sa spécialité en France et la seule à atteindre le seuil de rentabilité. Jusqu'à l'ouverture de la route de desserte de la station de ski en 1963, étaient mis à contribution trois modes de transport : câble aérien de la laverie de la Roche jusqu'au hameau de Bonnegarde, à 740 mètres ; camion jusqu'à Lyon ; péniche chargée de 230 à 260 tonnes jusqu'à Noyelles-Godault. À partir de 1963 a été faite l'économie du transporteur aérien : les camions ont été chargés à La Roche même desservie par la route jusqu'à la gare SNCF à 16 km.
Il reste à évoquer le souvenir de la collectivité humaine employée à ces pénibles travaux. En 1860, étant donné le caractère archaïque de l'exploitation, on comptait 180 ouvriers à la mine et 126 à la laverie dont 72 femmes... Depuis 1960, l'effectif a fluctué entre 130 en 1964 et 191 en 1971. Le travail de la mine était effectué, pour l'essentiel, par un important contingent de Maghrébins venus en célibataires (pour la plupart des Algériens venus d'une même commune dans la région de Sétif) avec un important turnover. Penarroya assumait la responsabilité de leur  logement dans des bâtiments d'un confort appréciable avec chauffage central. Mais le personnel français était suffisamment nombreux pour justifier la présence d'un minimum de services publics dont une école.
Pour comprendre les raisons de la fermeture en 1973, il convient de prendre connaissance  de la stratégie d'ensemble de Penarroya. La Plagne n'était qu'une de ses quatre exploitations minières en France. En prenant une fois encore comme critère le tout-venant, les 156 000 tonnes produites en 1971 étaient à comparer aux 636 000 tonnes de Largentière, en Ardèche ou encore aux 292 000 tonnes de Malines dans le Gard, riche par ailleurs en blende (minerai de zinc). De surcroît, en liant ses intérêts au début des années 1970 avec la Société Le Nickel, Penarroya élargissait sa stratégie au niveau international. Compte tenu de l'estimation des réserves, la fermeture aurait pu être reportée à 1977-1978, sauf à poursuivre des travaux de prospection aux résultats toujours aléatoires. Et il aurait fallu d'ici là procéder à de lourds investissements d'équipements vétustes. La page minière de l'histoire de La Plagne a donc été définitivement tournée.

### Tourisme

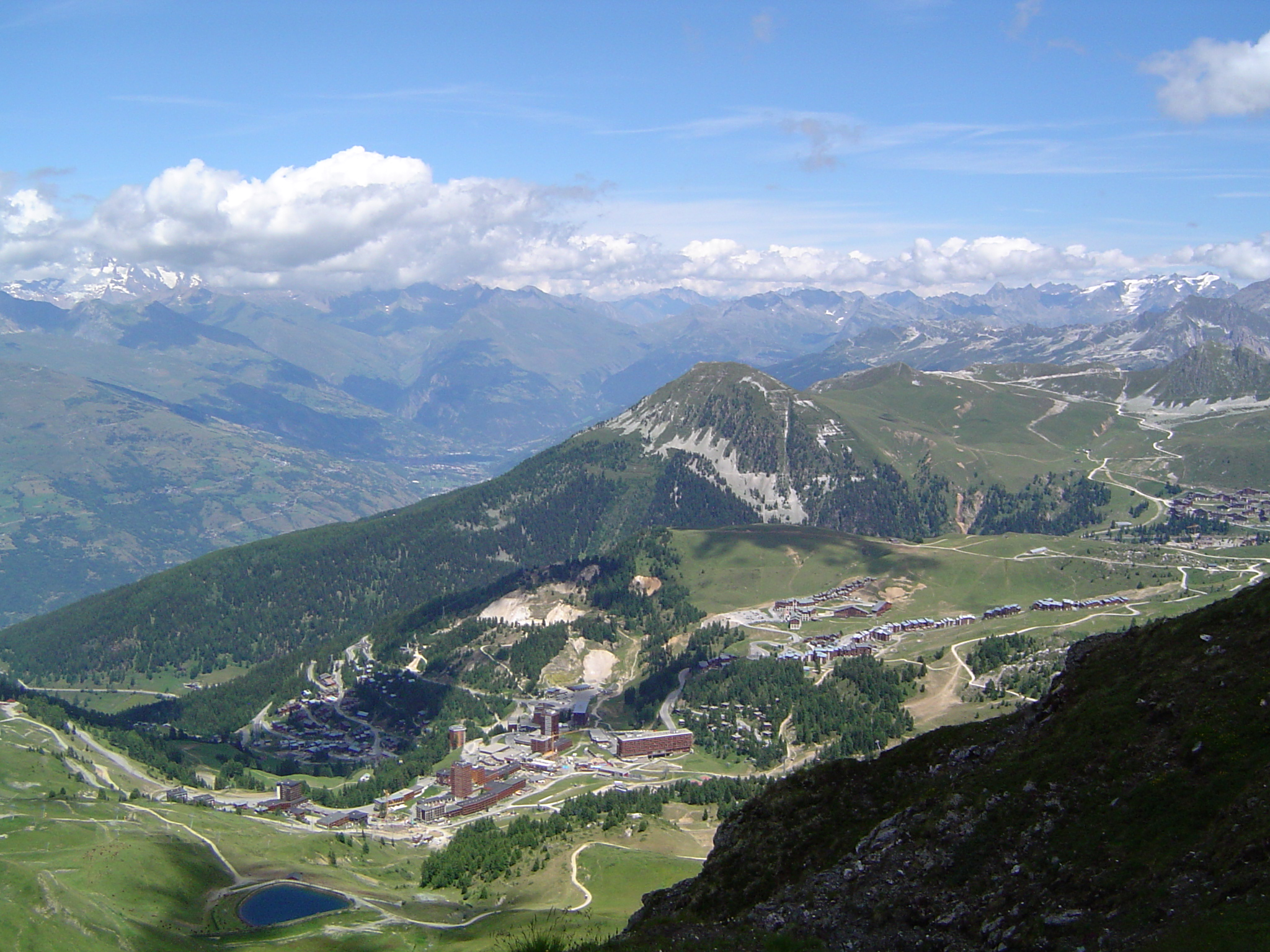
Vue de Plagne-Centre sur la commune de Mâcot-la-Plagne.

#### La commune accueille sur son territoire une partie des stations-villages de lastation de sports d'hiverdeLa Plagne.
En 2014, la capacité d'accueil de la commune et de ses différentes stations-villages, estimée par l'organisme Savoie Mont Blanc, est de 36 739 lits touristiques répartis dans 4 421 structures. Les hébergements se répartissent comme suit : 1 344 meublés ; 30 résidences de tourisme ; 10 hôtels ; 3 centres ou villages de vacances/auberges de jeunesse et une chambre d'hôtes.

## Culture locale et patrimoine

### Lieux et monuments
- Église Saint-Nicolas, dans un style baroque[15].

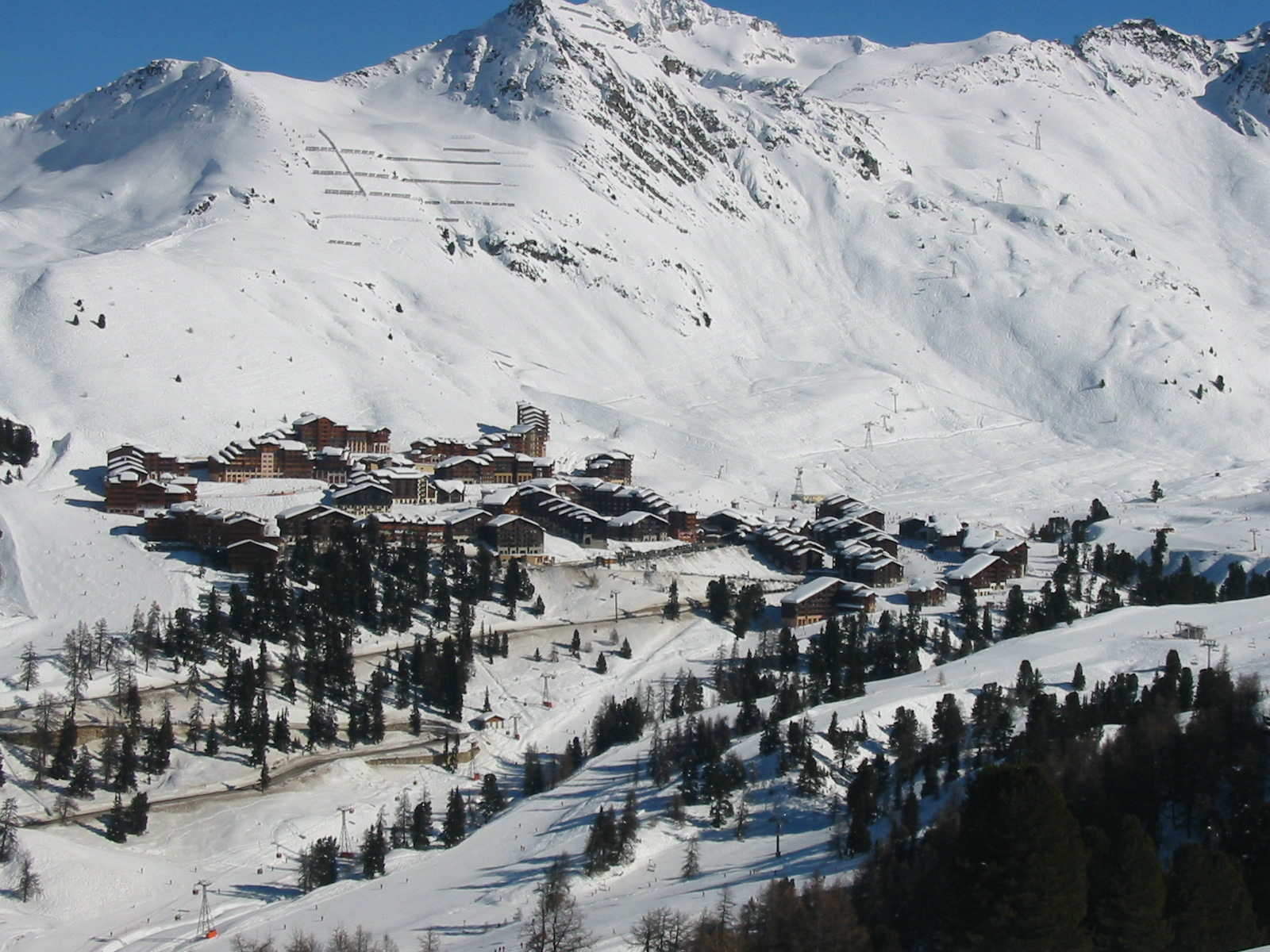
Village de Belle-Plagne
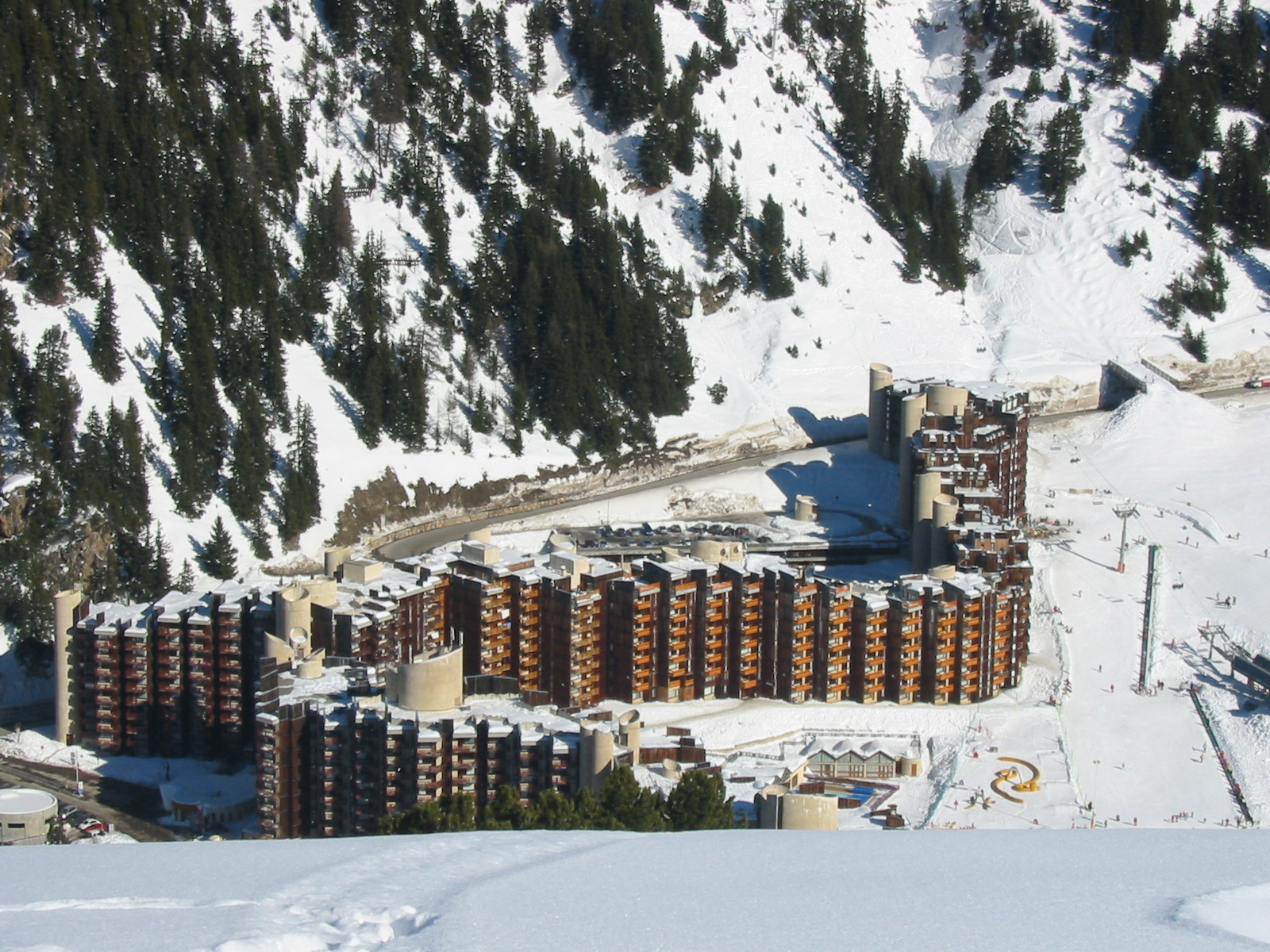
Plagne Bellecôte
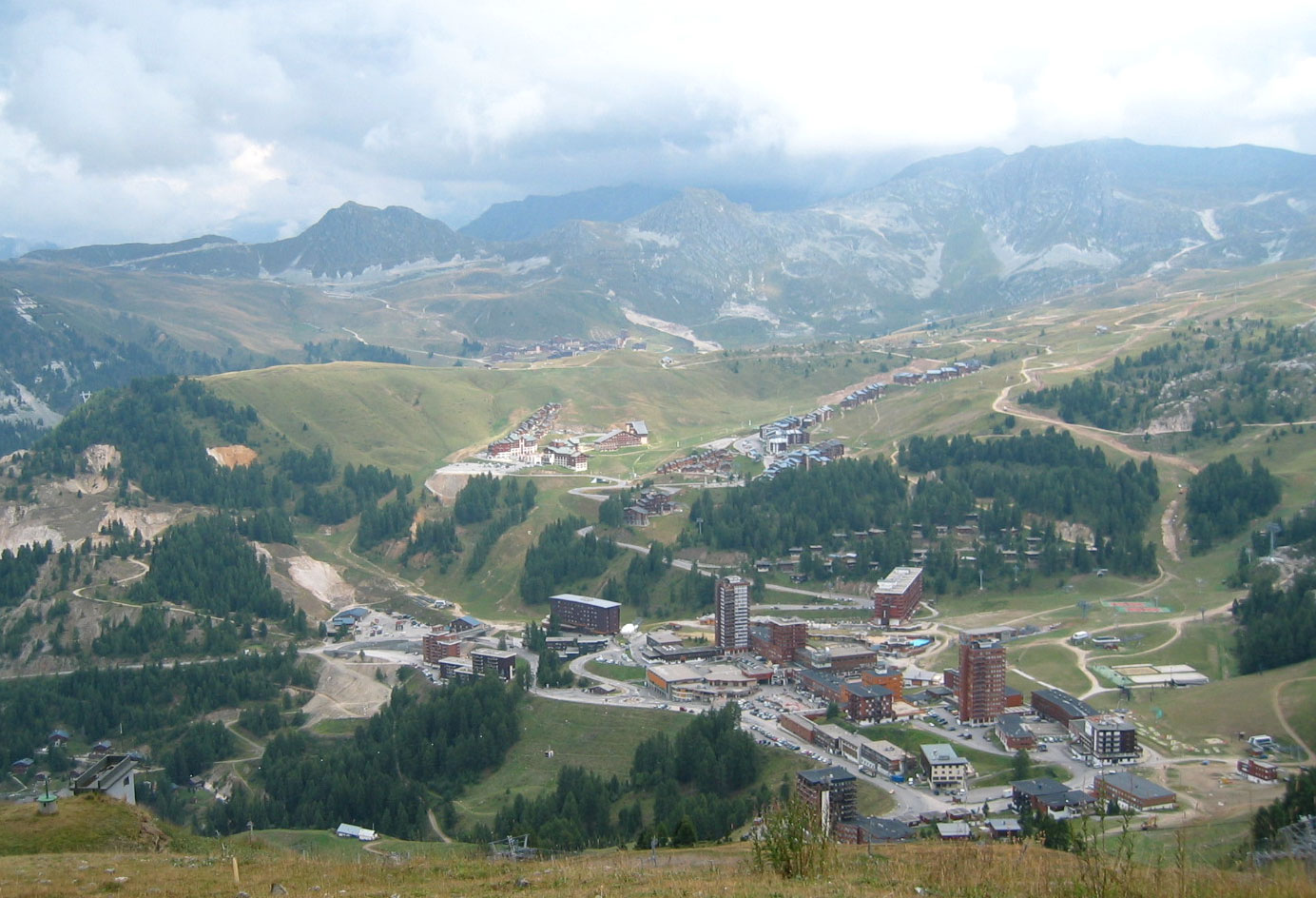
Plagne-Centre
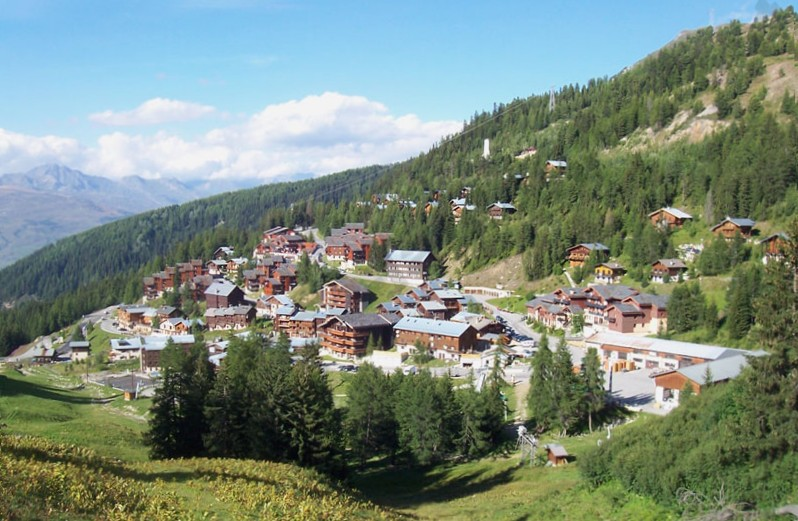
Plagne en 2006

### Espaces verts et fleurissement
En 2014, la commune obtient le niveau « une fleur » au concours des villes et villages fleuris.

### Personnalités liées à la commune
- Julien Lizeroux, vice-champion du monde de slalom spécial et combiné, au Championnat du Monde de ski de Val d'Isere 2009
- Kevin Rolland, rider spécialité half pipe, double vainqueur des XGAMES US et Europe 2010